# Oecobius hoffmannae
Oecobius hoffmannae är en spindelart som beskrevs av Jiménez och Llinas 2005. Oecobius hoffmannae ingår i släktet Oecobius och familjen Oecobiidae. Inga underarter finns listade i Catalogue of Life.